# Đảo san hô

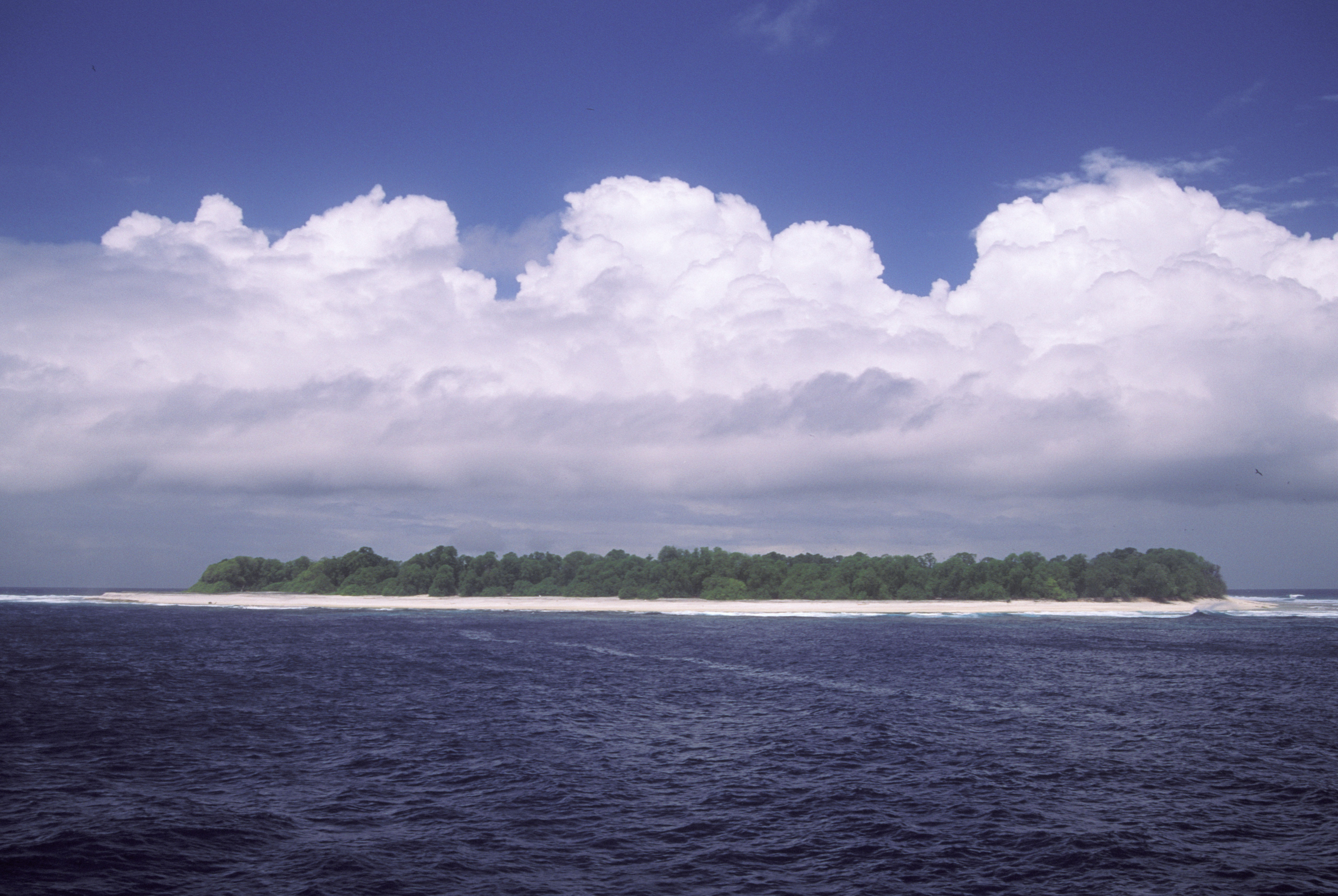
Đảo Vostok của Kiribati

Đảo san hô hay đảo rạn san hô là một loại đảo nhiệt đới cấu tạo bởi vật liệu hữu cơ từ "khung xương" san hô và vô số sinh vật gắn liền với san hô đó. Loại đảo này thường chỉ cao vài mét so với mực nước biển. Về mặt địa chất thì đảo san hô (nếu có) chỉ là một bộ phận của toàn bộ rạn san hô. Trên vành san hô của rạn san hô vòng cũng có thể có một hoặc nhiều đảo san hô tồn tại. Đa số các đảo san hô trên thế giới nằm trong Thái Bình Dương và Ấn Độ Dương.

## Hình thành
Các rạn san hô thường hình thành tại những nơi phần lớn luôn chìm ngập dưới nước khi thủy triều lên. Tại những địa điểm tương đối bằng phẳng trên phần cao nhất của rạn san hô đó, có thể nổi lên một/một số đảo san hô hoặc một cồn cát. Các đảo san hô có thể hình thành từ ba tiến trình (có thể diễn ra đồng thời nhiều tiến trình) là bồi thêm, nâng lên hoặc mực nước biển giảm xuống.

### Quá trình bồi thêm
Quá trình bồi thêm (accretion) khởi đầu khi bão và sóng biển tàn phá rạn san hô thành các mảnh đá, giúp hình thành bãi cạn phía trên rạn san hô. Sóng và dòng chảy mang thêm các vật chất khác đến bồi tụ. Theo thời gian dần dà có những bãi cát hình thành chung quanh bãi cạn. Những cơn gió bốc tung đám vật chất nhẹ và mịn lên, từ đó tạo thành những đụn cát. Nước mưa phản ứng hóa học với hợp chất calci cácbônát trong đám vật chất này khiến chúng dần kết dính lại với nhau. Trong giai đoạn sau, các sinh vật bắt đầu phát triển trên vùng đất mới này và đồng thời giúp giữ gìn và mở rộng thêm diện tích đất đai cho đảo.

### Quá trình nâng lên
Quá trình nâng lên (uplift) diễn ra khi hoạt động kiến tạo của vỏ Trái Đất đã nâng một phần hoặc toàn bộ rạn san hô vượt khỏi mặt biển. Đảo san hô hình thành theo cách này thường có nhiều vách đá; bề mặt thì lỗ rỗ và bị phong hoá (karst). Tuy nhiên, nhiều khi người ta gọi những thực thể này là rạn san hô vòng dù vụng biển của chúng chỉ còn rất nông và có khi khô cạn hẳn.

### Mực nước biển giảm
Mực nước biển giảm xuống khiến phần cao nhất của rạn san hô vượt khỏi mặt nước và dần trở thành đảo san hô, có thể là nhờ vào các tiến trình còn lại.

## Phân loại
Muller-Parker (2006) dẫn lại cách phân chia của Stoddart & Steers (1977), theo đó đảo rạn san hô được phân thành bảy lớp căn cứ vào hình thái của đảo, các đặc điểm của trầm tích tạo nên đảo cũng như thảm thực vật trên đó, bao gồm:
- Đảo/Cồn cát (sand cay): thường hình thành ở phía có gió của mặt bằng rạn.[3] Bao gồm:
  - Cồn cát có thảm thực vật
  - Cồn cát trơ trụi: thường có độ cao thấp hơn và không bền vững.
- Motu: thường hình thành ở phía có gió ở mặt bằng rạn phía trong của rạn san hô vòng - nơi trầm tích do các con sóng theo một phương duy nhất mang đến lắng đọng lại.
- Cồn đá cuội (shingle cay): do bão hình thành[2] ở phía dưới gió của mặt bằng rạn.[3] Không phổ biến.
- Cồn thực vật ngập mặn (mangrove cay): hình thành do thực vật ngập mặn xâm chiếm các vùng nước nông.
- Cồn thực vật ngập mặn có gờ cát ở phía có gió
- Cồn thực vật ngập mặn thấp và có thảm thực vật
- Rạn san hô nâng (đảo đá vôi).